# Sigirino

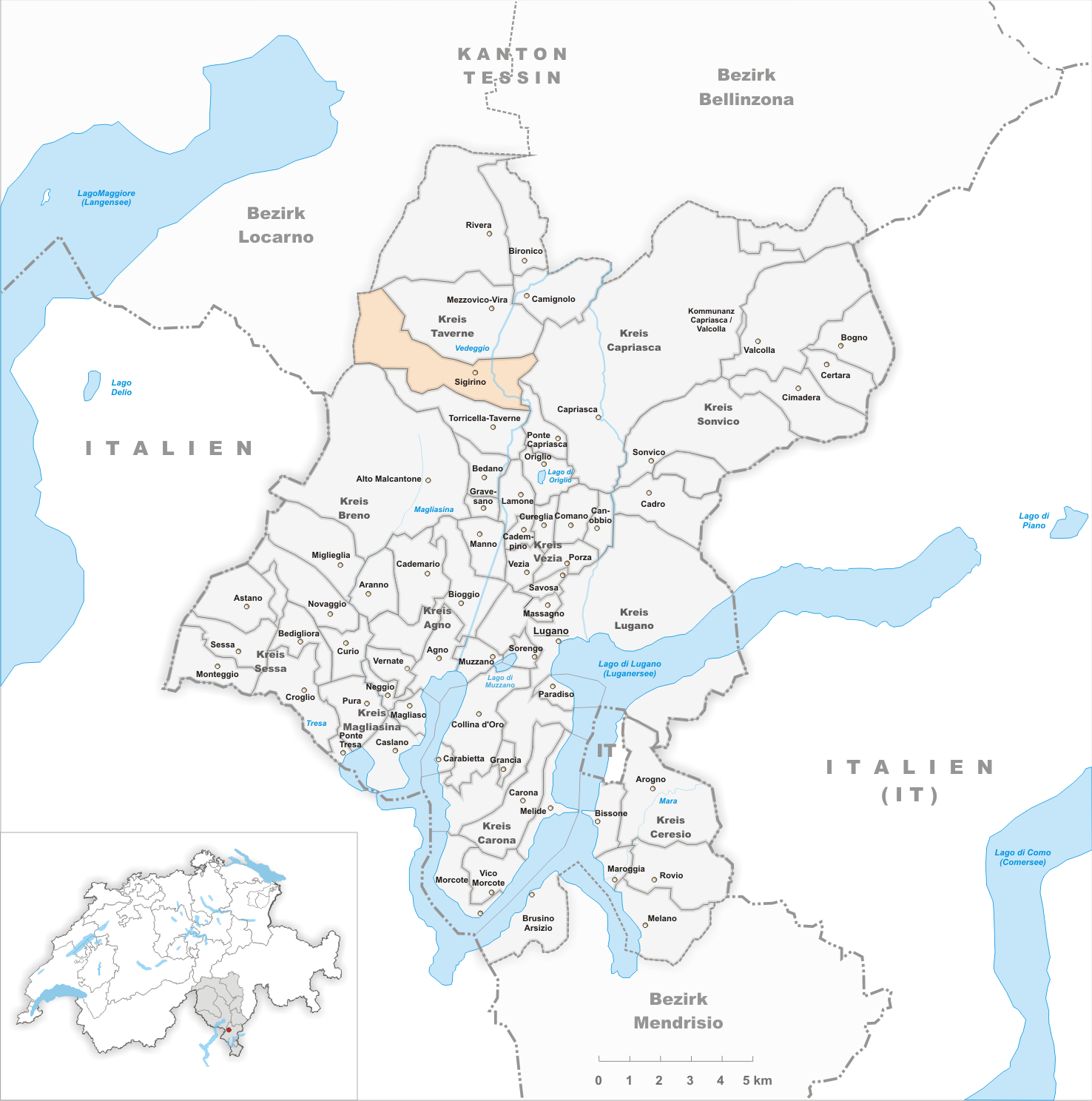
Gemeindestand vor der Fusion am 20. November 2010

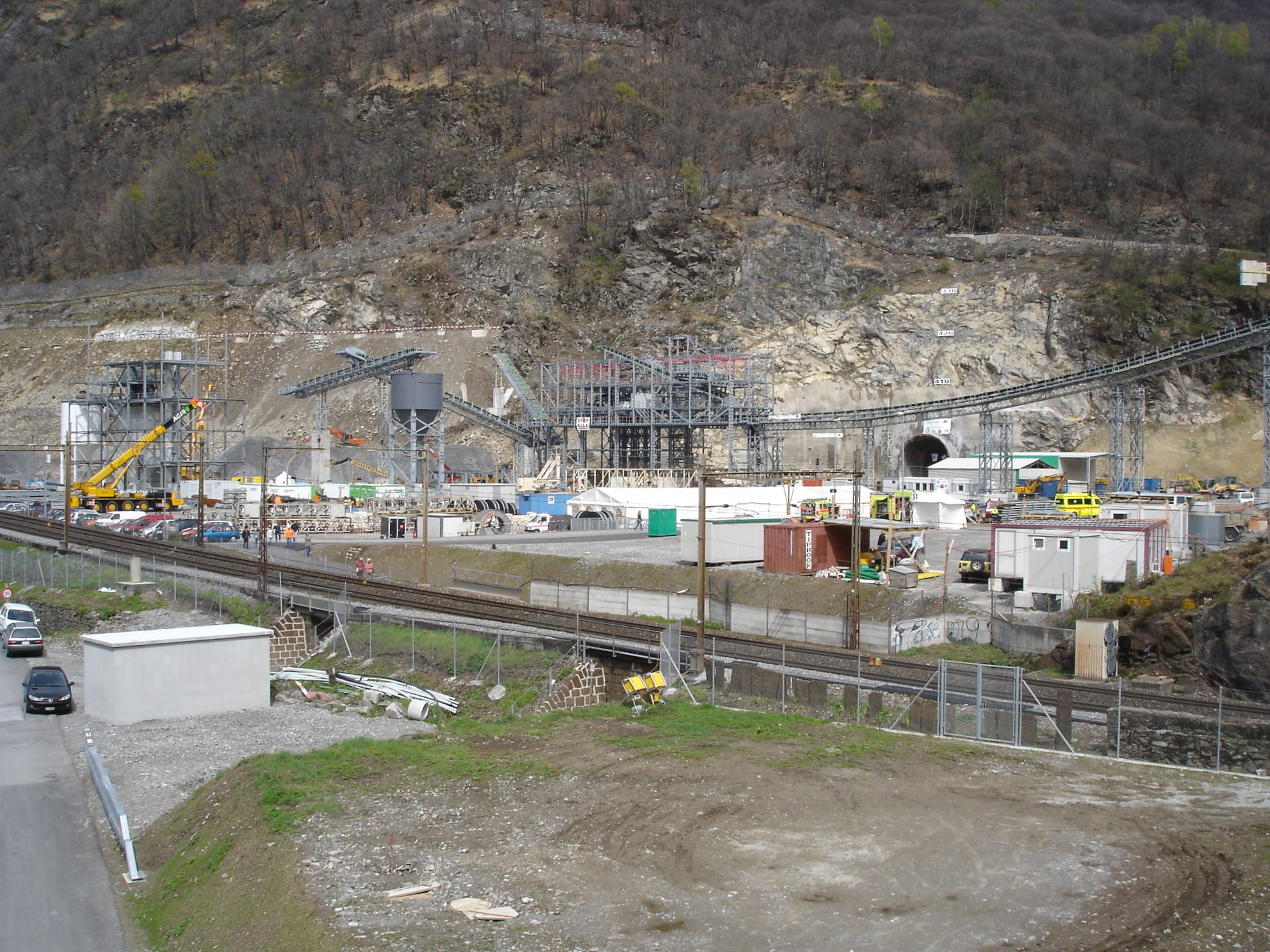
Alptransit Tunneleingang in Sigirino

Werner Friedli: Sigirino, historisches Luftbild (1946)

Sigirino war bis zum 20. November 2010 eine politische Gemeinde im Kreis Taverne, Bezirk Lugano, des Kantons Tessin in der Schweiz.

## Geographie
Das Dorf liegt auf 445 m ü. M. am Fuss des Monte Tamaro, am Eingang ins Valle Cusello, dessen Quellen die Stadt Lugano mit vorzüglichem Wasser versorgen, drei Kilometer nordwestlich der Station Taverne-Torricella der Linie Bellinzona-Lugano-Chiasso der Gotthardbahn.

## Geschichte
Die Gemeinde erscheint urkundlich erstmals als Sezelino im Jahr 1335. Die Kirche Sant’Andrea wird bereits 1296 erwähnt und im 16. Jahrhundert neu erbaut.
Am 25. November 2007 wurde die Fusion der sieben Gemeinden im Vedeggiotal von den Stimmberechtigten von fünf Gemeinden gutgeheissen: Bironico, Camignolo, Medeglia, Rivera und Sigirino hätten sich demnach zur Gemeinde Monteceneri zusammenschliessen müssen. Isone und Mezzovico-Vira lehnten die Fusion ab. In der Folge verzichtete der Staatsrat darauf, dem Grossen Rat eine zwangsweise Fusion der beiden ablehnenden Gemeinden zu beantragen. Monteceneri wurde deshalb lediglich aus den fünf zustimmenden Gemeinden gebildet.
Sigirino bildet aber nach wie vor eine eigenständige Bürgergemeinde.

## Bevölkerungsentwicklung
Einwohnerzahlen: Volkszählungsdaten 1880: Bau Gotthardbahn

## Sehenswürdigkeiten
Das Dorfbild von Osignano ist im Inventar der schützenswerten Ortsbilder der Schweiz (ISOS) als schützenswertes Ortsbild der Schweiz von nationaler Bedeutung eingestuft.
- Pfarrkirche Sant’Andrea[5][6] und Beinhaus, im Ortsteil Vianco, mit Fresko vielleicht von Maler Giovanni Finale Madonna del Latte (1687) Virgo lactans[7]. Wappen Laffranchini
- Beinhaus[5]
- Kirchhof[5]
- Friedhofsäule[5]
- Portal mit Fresko Madonna del Rosario, Santi Andrea e Abbondio[5][8] und Fresko Tod und König[9]
- Zwischen den Ortsteilen Vianco und Osignano befindet sich das Oratorium San Rocco (1599–19. Jahrhundert) mit Statue Madonna Addolorata (1693) und Bischofsgemälde. Restauriert 1929, 1991 und 1992[5]
- Betkapelle im Ortsteil Osignano mit Fresko Madonna di Re (19. Jahrhundert)[5]
- An der Grenze mit Taverne, im Ortsteil Taverne Superiore, befindet sich das Oratorium San Giovanni Battista; Fassade mit Fresko Giovanni Battista[5]
- Alte Mühle im Ortsteil Mastarino[5]
- Drei Schalensteine im Ortsteil Osignano (460 m ü. M.) und am Pfad sentiero verso i monti bei der Betkapelle Sant’Anna (600 m ü. M.), im Ortsteil Gola del Barro (560 m ü. M.)[10]

## Persönlichkeiten
- Giovanni Moghini (* um 1560 in Sigirino; † 16. März 1627 in Lugano ?), Chorherr von Lugano, Pfarrer von Bironico, gab sein Vermögen dem Spital von Lugano[11]

- Familie Pedevilla[12]
  - Andrea Maria Pedevilla (* gegen 1690 in Sigirino; † 1775 in Bologna), Sohn des Gian Giulio, Architekt, arbeitete in Bologna und baute dort das Kunstinstitut. Ehrenbürger von Bologna 1749[13][12]
  - Gian Antonio Pedevilla (* 16. März 1736 in Bologna; † 22. Februar 1808 ebenda), Sohn des Andrea Maria, Priester, Professor der Mathematik an der Universität Bologna 1766, der Hydrometrie und Agrikultur 1774–1797, schrieb: Principi d’agricultura; Memoria della livellazione; Mitglied der Akademie von Bologna. Hausbesitzer in Sigirino[14][12]
  - Francesco Pedevilla (* 1826 in Sigirino; † September 1880, ermordet), Advokat, Kantonsrichter, Präsident der Kriminalkammer, Oberstleutnant 1875, Kreisinstruktor[12]

- Vittore Pedretti (* 8. August 1799 in Sigirino; † 30. November 1858 in Paris), Lithograf, Graveur stach 90 anatomische Tafeln vom menschlichen Körper für das Werk von Doktor Francesco Antommarchi.[15][16]